# Otero de Rey (parroquia)
Otero de Rey (llamada oficialmente San Xoán de Outeiro de Rei) es una parroquia y una villa española del municipio de Otero de Rey, en la provincia de Lugo, Galicia.

## Otras denominaciones
La parroquia también es conocida por los nombres de San Juan de Otero de Rey y Outeiro de Rei.

## Organización territorial
La parroquia está formada por cinco entidades de población,  constando cuatro de ellas en el nomenclátor del Instituto Nacional de Estadística español:
- A Palloza
- Barciela
- Cantón
- Otero de Rey[8] (Outeiro de Rei)
- Santa Isabel

## Demografía

### Parroquia
| Gráfica de evolución demográfica de Otero de Rey (parroquia) entre 2000 y 2021 |
|                                                                                |
| Datos según el nomenclátor publicado por el INE.                               |

### Villa
| Gráfica de evolución demográfica de Otero de Rey (villa) entre 2000 y 2021 |
|                                                                            |
| Datos según el nomenclátor publicado por el INE.                           |